# Canon de 7 cm K10 Škoda
Pour les articles homonymes, voir Canon de 70 mm.
Le canon 7 cm K10  Škoda était un canon à double usage de l'Empire austro-hongrois, utilisé par la marine austro-hongroise (kaiserliche und königliche Kriegsmarine) pendant la Première Guerre mondiale. Le canon mesurait en réalité 66 mm, mais le système de classification de l'artillerie arrondissait au centimètre supérieur. Le 7 cm K10 a également été utilisé par la marine italienne (Regia Marina) sur les navires cédés à titre de réparations de guerre et comme artillerie côtière pendant la Seconde Guerre mondiale. Les Italiens l'appelaient le 66/47.

## Construction
Le Škoda 7 cm K10 a été développé et construit par Škoda dans les usines de Plzeň. Le canon était en acier avec un bloc de culasse à glissement horizontal et utilisait des munitions fixes à tir rapide. Le Škoda 7 cm K10 était principalement utilisé pour la défense anti-torpilleur et les canons avaient une élévation de -10° à +20°. En 1915, les ingénieurs de Skoda ont développé un montage anti-aérien pour le K10, appelé le Škoda 7 cm K16 BAG (BAG = Ballon-Abwehr Geschutze ou canon anti-ballon) qui pouvait s'élever de -6° à +90° et avait les mêmes performances balistiques que le K10.

## Histoire
Les Škoda 7 cm K10 et K16 étaient montés à bord de cuirassés, de navires de défense côtière et de croiseurs de la marine austro-hongroise comme armement secondaire ou tertiaire. Les Italiens sont entrés en possession d'un certain nombre de ces canons grâce aux navires qui leur ont été cédés à titre de réparations de guerre. La marine française est également entrée en possession d'un certain nombre de ces canons par le biais de navires qui lui ont été cédés à titre de réparations de guerre, mais il n'y a pas beaucoup de preuves de leur utilisation ultérieure.
- Classe Tegetthoff - Les 7 cm K10 et K16 étaient montés comme armement tertiaire sur ces quatre Dreadnoughts. Chaque navire était équipé de douze canons K10 montés sur des pivots ouverts sur le pont supérieur, au-dessus des casemates, principalement pour la défense anti-torpilleur. Il y avait trois ou quatre autres (selon le navire) montages anti-aériens K16 au sommet des tourelles B et X après un réaménagement en 1915-16[4]. Après la Première Guerre mondiale, les trois navires survivants de la classe Teggethoff ont été cédés aux alliés à titre de réparations de guerre. Le SMS Viribus Unitis est allé en Yougoslavie, le SMS Prinz Eugen est allé en France et le SMS Tegetthoff est allé en Italie. Le Tegetthoff a été désarmé en 1923 et mis au rebut en 1925.
- Classe Radetzky - Le 7 cm K16 était monté comme armement tertiaire sur ces trois semi-dreadnoughts. Chaque navire était équipé de quatre supports de pivot ouverts pour la défense anti-aérienne après un réaménagement en 1916-17[5]. Après la Première Guerre mondiale, les SMS Radetzky, SMS Erzherzog Franz Ferdinand et SMS Zrínyi ont été cédés à l'Italie et mis au rebut entre 1920 et 1926.
- Navires de défense côtière de la classe Monarch - Le 7 cm K16 était monté comme armement tertiaire sur deux des trois navires de cette classe. Le SMS Wien et le SMS Budapest avaient chacun un affût à pivot ouvert pour la défense antiaérienne après un réaménagement en 1917[6]. Le SMS Monarch différait des deux autres navires de la classe Monarch parce qu'il avait un des premiers canons Škoda de 7 cm L/45 BAG après un réaménagement en 1917. Après la Première Guerre mondiale, les deux navires survivants de la classe SMS Budapest et SMS Monarch ont été cédés à la Grande-Bretagne à titre de réparations de guerre. En 1920, les deux navires ont été vendus à la ferraille à l'Italie, et ont été mis au rebut entre 1920 et 1922.
- SMS Sankt Georg - Le 7 cm K16 était monté comme armement tertiaire sur ce croiseur blindé. Le SMS Sankt Georg avait un montage à pivot ouvert pour la défense anti-aérienne après un réaménagement en 1916[7]. Après la Première Guerre mondiale, le SMS Sankt Georg a été cédé à la Grande-Bretagne à titre de réparation de guerre et vendu à une société italienne pour être mis au rebut en 1920.
- SMS Admiral Spaun - Le 7 cm K16 était monté comme armement secondaire sur ce croiseur scout. Le SMS Admiral Spaun avait un montage à pivot ouvert pour la défense anti-aérienne après un carénage en 1917[8]. Après la Première Guerre mondiale, le SMS Admiral Spaun a été cédé à la Grande-Bretagne comme réparations de guerre et vendu à une société italienne pour être mis au rebut en 1920.
- Classe Novara - Le 7 cm K16 était monté comme armement secondaire sur les trois croiseurs scouts de la classe. Chaque navire avait un montage à pivot ouvert pour la défense anti-aérienne installé après un carénage en 1917[9]. Après la première guerre mondiale, les trois navires ont été cédés comme réparations de guerre aux alliés. Le Saida renommé Venezia et le Helgoland renommé Brindisi sont allés en Italie et ont servi dans la marine italienne jusqu'à leur démolition en 1937. Le SMS Novara, rebaptisé Thionville, est parti pour la France et a servi dans la marine française jusqu'à sa démolition en 1942.

## Source
- (en) Cet article est partiellement ou en totalité issu de l’article de Wikipédia en anglais intitulé « Škoda 7 cm K10 » (voir la liste des auteurs).